# Glee: The Music, Volume 4
Glee: The Music, Volume 4 je soundtrackové album amerického televizního seriálu Glee. Obsahuje coververze písní, které zazněly v první polovině druhé série seriálu, kromě epizody Rocky Horror Glee Show. Album vyšlo 26. listopadu 2010 přes vydavatelství Columbia Records ve Spojených státech.
V roce 2011 bylo album nominováno na cenu Grammy v kategorii Nejlepší kompilační soundtrack pro vizuální médium.

## Tracklist
| Číslo skladby | Název skladby                            | Autoři skladby | Původní interpret(i)                                 | Délka |
| ------------- | ---------------------------------------- | --- | ---------------------------------------------------- | ----- |
| 1             | "Empire State of Mind"                   | Shawn Carter, Angela Hunte, Burt Keyes, Alicia Keys, Sylvia Robinson, Janet Andrea Sewell, Alexander William Shuckburgh | Jay-Z featuring Alicia Keys                          | 4:39  |
| 2             | "Billionaire"                            | Travie McCoy, Peter Hernandez, Philip Lawrence, Ari Levine                                                              | Travie McCoy featuring Bruno Mars                    | 3:32  |
| 3             | "Me Against the Music"                   | Madonna Ciccone, Christopher Stewart, Terius Nash, Thabiso Nkhereanye, Penelope Magnet, Gary O'Brien, Britney Spears    | Britney Spears featuring Madonna                     | 3:46  |
| 4             | "Stronger"                               | Max Martin, Rami Yacoub                                                                                                 | Britney Spears                                       | 3:25  |
| 5             | "Toxic"                                  | Henrik Jonback, Christian Karlsson, Pontus Winnberg, Cathy Dennis                                                       | Britney Spears                                       | 3:26  |
| 6             | "The Only Exception"                     | Hayley Williams, Josh Farro                                                                                             | Paramore                                             | 4:28  |
| 7             | "I Want to Hold Your Hand"               | Lennon–McCartney | T. V. Carpio v muzikálovém filmu Across the Universe | 2:38  |
| 8             | "One of Us"                              | Eric Bazilian | Joan Osborne                                         | 4:02  |
| 9             | "River Deep, Mountain High"              | Ellie Greenwich, Jeff Barry, Phil Spector                                                                               | Ike & Tina Turner                                    | 3:34  |
| 10            | "Lucky"                                  | Jason Mraz, Colbie Caillat, Timothy Fagan                                                                               | Jason Mraz a Colbie Caillat                          | 3:09  |
| 11            | "One Love (People Get Ready)"            | Bob Marley | Bob Marley & The Wailers                             | 2:36  |
| 12            | "Teenage Dream"                          | Lukasz Gottwald, Katy Perry, Max Martin, Benjamin Levin, Bonnie McKee                                                   | Katy Perry                                           | 3:41  |
| 13            | "Forget You" (featuring Gwyneth Paltrow) | Lawrence, Hernandez, Levine, Brown, Callaway                                                                            | Cee Lo Green                                         | 3:42  |
| 14            | "Marry You"                              | Ari Levine, Bruno Mars, Philip Lawrence                                                                                 | Bruno Mars                                           | 3:46  |
| 15            | "Sway"                                   | Pablo Beltrán Ruiz | Pablo Beltrán Ruiz                                   | 3:09  |
| 16            | "Just the Way You Are"                   | Khari Cain, Philip Lawrence, Ari Levine, Bruno Mars, Khalil Walton                                                      | Bruno Mars                                           | 3:37  |
| 17            | "Valerie"                                | The Zutons | Mark Ronson featuring Amy Winehouse                  | 3:35  |
| 18            | "(I've Had) The Time of My Life"         | Franke Previte, John DeNicola, Donald Markowitz                                                                         | Bill Medley a Jennifer Warnes ve filmu Hříšný tanec  | 4:37  |

## Interpreti
- Dianna Agron
- Chris Colfer
- Kevin McHale
- Lea Michele
- Cory Monteith
- Heather Morris
- Matthew Morrison
- Amber Riley
- Naya Rivera
- Mark Salling
- Jenna Ushkowitz

### Hostující interpreti
- Darren Criss
- Chord Overstreet

#### Vokály
- Adam Anders
- Nikki Anders
- Kala Balch
- Colin Benward
- Ravaughn Brown
- Sam Cantor
- Kamari Copeland
- Conor Flynn
- Tim Davis
- Michael Grant
- Missi Hale
- Jon Hall
- Samantha Jade
- John Kwon
- Storm Lee
- David Loucks
- Cailin Mackenzie
- Kent McCann
- Eric Morrissey
- Jeanette Olsson
- Zac Poor
- Evan Powell
- Penn Rosen
- Drew Ryan Scott
- Eli Seidman
- Onitsha Shaw
- Jack Thomas
- Windy Wagner

## Datum vydání
| Oblast                 | Datum vydání       | Formát(y)               |
| ---------------------- | ------------------ | ----------------------- |
| Austrálie              | 26. listopadu 2010 | CD; dostupno ke stažení |
| Kanada                 | 30. listopadu 2010 | CD; dostupno ke stažení |
| Německo                | 30. listopadu 2010 | CD                      |
| Spojené státy americké | 30. listopadu 2010 | CD; dostupno ke stažení |
| Spojené království     | 21. února 2011     | Dostupno ke stažení     |
| Tchaj-wan              | 29. března 2011    | CD                      |
| Itálie                 | 11. října 2011     | CD; dostupno ke stažení |